# Marshall McLuhan

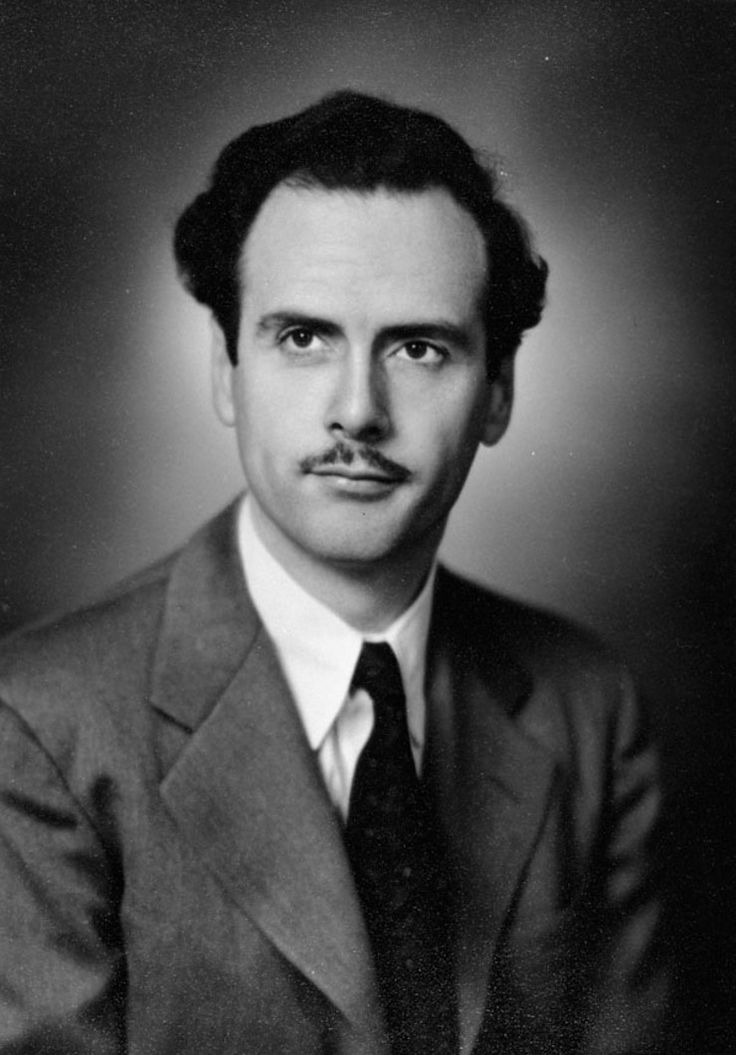
Marshall McLuhan, Aufnahme von 1945

Herbert Marshall McLuhan, CC (* 21. Juli 1911 in Edmonton, Alberta; † 31. Dezember 1980 in Toronto) war ein kanadischer Philosoph, Geisteswissenschaftler, Professor für englische Literatur, Literaturkritiker, Rhetoriker und Kommunikationstheoretiker. McLuhans Werk gilt als ein Grundstein der Medientheorie. Seine zentrale These lautet Das Medium ist die Botschaft. Außerdem formulierte er den Begriff „Globales Dorf“. McLuhan prägte die Diskussion über Medien von den späten 1960er Jahren bis zu seinem Tod.

## Biografie
McLuhan wurde 1911 in Edmonton, Alberta, Kanada als Sohn der Methodisten Elsie Naomi McLuhan, geborene Hall, und Herbert Ernest McLuhan geboren. Marshall war der Nachname seiner Großmutter mütterlicherseits. Seine Mutter arbeitete zunächst als Lehrerin an einer baptistischen Schule, später als Schauspielerin. Sein Vater war als Immobilienhändler in Edmonton tätig. Nach dem Ausbruch des Ersten Weltkriegs musste das Geschäft geschlossen werden, Herbert McLuhan trat in die kanadische Armee ein. Nach einem Jahr erkrankte er an Grippe und wurde 1915 aus der Armee entlassen. Nach der Entlassung zog die Familie nach Winnipeg, wo Marshall McLuhan die Kelvin Technical High School besuchte und 1928 an der University of Manitoba inskribierte.
1933 erlangte McLuhan einen Bachelor of Arts, wobei er eine Goldmedaille der Universität im Bereich Arts and Sciences gewann. 1934 erhielt er einen Master of Arts im Bereich English Studies, nachdem er ein Jahr lang Maschinenbau als Hauptfach studiert hatte. Nachdem er sich vergeblich um ein Rhodes-Stipendium für die Universität Oxford beworben hatte, konnte er seinen Wunsch, in England zu studieren, an der Universität Cambridge erfüllen. Dort erhielt er die Auflage, binnen vier Jahren ein Bachelorstudium abzuschließen, bevor er ein Doktoratsstudium beginnen dürfe. McLuhan trat im Herbst 1934 in das Trinity Hall College ein, wo er bei I. A. Richards und dem Literaturkritiker F. R. Leavis (1895–1978) studierte und vom New Criticism beeinflusst wurde. In späteren Reflexionen seiner Studienzeit würdigte er die Fakultät wegen ihrer Betonung der Übung der Wahrnehmung und Konzepten wie Richards feedforward. McLuhans Studium an der Universität Cambridge bildete eine wesentliche Grundlage seiner späteren Ideen und Methoden. 1936 erhielt er in Cambridge den Grad eines Bachelors und begann seine Dissertation. Nachdem er aus England zurückgekehrt war, arbeitete er im akademischen Jahr 1936–1937 als Assistent an der University of Wisconsin–Madison, da in Kanada kein adäquater Posten verfügbar war.
Während seines Triviums in Cambridge näherte er sich, beeinflusst durch die Schriften G. K. Chestertons, erstmals der römisch-katholischen Kirche an. Im März 1937 konvertierte McLuhan zum Katholizismus. Sein Vater akzeptierte die Konversion nach dem Gespräch mit einem Geistlichen, seine Mutter befürchtete, dass der Übertritt seiner Karriere schaden würde, und bedauerte ihn. McLuhan war zeit seines Lebens gläubig, machte seinen Glauben jedoch nicht zum Gegenstand öffentlicher Diskussion. McLuhan hatte ein starkes Interesse für die Zahl Drei, das Trivium und die Dreifaltigkeit. Von spiritueller Bedeutung war für McLuhan die Jungfrau Maria. Im restlichen Verlauf seiner Laufbahn unterrichtete er ausschließlich in römisch-katholischen Institutionen. Von 1937 bis 1944 unterrichtete er Englisch an der St. Louis University, mit einer Unterbrechung von 1939 bis 1940, als er sich in Cambridge aufhielt. In Saint Louis unterrichtete er Pater Walter J. Ong S.J. (1912–2003), der seine Dissertation über ein von McLuhan vorgeschlagenes Thema verfasste und später als Experte für Kommunikation und Technologie galt.
Am 4. August 1939 heiratete McLuhan Corinne Lewis (*1912 †2008), eine aus Fort Worth stammende Lehrerin und angehende Schauspielerin, die er in St. Louis kennengelernt hatte. Von 1939 bis 1940 lebten sie in Cambridge, wo McLuhan im Januar 1940 der Mastertitel verliehen wurde und an seiner Dissertation für den Doktortitel arbeitete, die Thomas Nashe und die mündliche Kunst behandelte. Nach dem Ausbruch des Zweiten Weltkrieges erhielt McLuhan die Erlaubnis, die Arbeiten an seinem Doktortitel von den Vereinigten Staaten aus zu betreiben, ohne für eine mündliche Prüfung nach England zurückkehren zu müssen. McLuhan kehrte daraufhin an die St. Louis University zurück, wo er seine Lehrtätigkeit fortsetzte. Der Doktortitel wurde ihm im Dezember 1943 verliehen. Von 1944 bis 1946 unterrichtete McLuhan an der Assumption University in Windsor, Ontario. Ab 1946 war McLuhan am St. Michael’s Colleg, einem katholischen Teil der University of Toronto tätig. McLuhan unterrichtete dort unter anderem Hugh Kenner. Einer seiner Kollegen war der kanadische Ökonom und Kommunikationstheoretiker Harold Innis, der McLuhans Werk stark beeinflusste.
In den frühen 50er Jahren gründete McLuhan mit Unterstützung der Ford Foundation die Kommunikations- und Kulturseminare an der University of Toronto. Mit wachsender Bekanntheit erhielt McLuhan zahlreiche Angebote anderer Universitäten; um ihn zu halten, gründete die Universität Toronto 1963 das Centre for Culture and Technology. Während dieser Zeit veröffentlichte er mit The Mechanical Bride. Folklore of Industrial Man 1951 sein erstes größeres Werk. The Mechanical Bride behandelt die Auswirkungen von Werbung auf Gesellschaft und Kultur. Während der 1950er Jahre gab McLuhan mit Harold Innis, Eric A. Havelock, Derrick de Kerckhove und Barry Wellmann die Zeitschrift Explorations heraus. Carpenter und McLuhan waren die bekanntesten Vertreter der Torontoschule. Bis 1979 verblieb McLuhan an der University of Toronto, wo er sich weitestgehend der Leitung des Centre for Culture and Technology widmete.
Von 1967 bis 1968 hatte McLuhan die Albert-Schweitzer-Professur an der New Yorker Fordham University inne. Während McLuhans Aufenthalt in New York führte sein Sohn Eric McLuhan das Fordham-Experiment durch, das die unterschiedlichen Auswirkungen von Licht-an- und Licht-durch-Medien untersuchte. Zur selben Zeit wurde bei McLuhan ein gutartiger Gehirntumor diagnostiziert, der erfolgreich behandelt werden konnte. 1968 kehrte McLuhan nach Toronto zurück, wo er den Rest seines Lebens verbrachte. McLuhan setzte seine Tätigkeit an der University of Toronto fort und lebte in dem Vorort Wychwood Park in der Nachbarschaft von Anatol Rapoport. 1970 wurde McLuhan in den Rang eines Companion of the Order of Canada erhoben. 1975 hatte McLuhan von April bis Mai die McDermott-Professur inne.
Marshall und Corinne McLuhan hatten sechs Kinder: Eric, die Zwillinge Mary und Theresa, Stephanie, Elizabeth und Michael. Die Kosten einer Großfamilie zwangen McLuhan wahrscheinlich dazu, Aufträge, Beratungsaufgaben und Vortragsengagements großer Firmen zu übernehmen. Im September 1979 erlitt McLuhan einen Schlaganfall, der seine Sprechfähigkeit beeinträchtigte. Die School of Graduate Studies der University of Toronto, der das von McLuhan geleitete Centre for Communication and Technology unterstand, versuchte dieses daraufhin zu schließen. Der Schließungsplan wurde durch eine Reihe von Unterstützern verhindert, darunter Woody Allen, in dessen Film Stadtneurotiker McLuhan einen Gastauftritt hatte.
Am 31. Dezember 1980 starb McLuhan in Toronto im Schlaf an den Folgen eines Schlaganfalles.

## Hauptwerke
Während seiner Tätigkeit an der Saint Louis University von 1937 bis 1944 arbeitet McLuhan gleichzeitig an zwei Projekten: seiner Dissertation und einem Manuskript, das 1951 teilweise als The Mechanical Bride veröffentlicht wurde.
McLuhans 1942 abgeschlossene Dissertation behandelte die im angloamerikanischen Raum als Trivium bezeichneten Gebiete: Grammatik, Dialektik und Rhetorik. In seinen späteren Publikationen verwendet McLuhan das auf die römische Antike zurückgehende Konzept des Trivium, um ein geordnetes und systematisches Bild bestimmter Epochen der westlichen Kultur zu zeichnen. Diesem Schema gemäß ist für McLuhan das Mittelalter durch die Betonung der theoretischen Beschäftigung mit Logik gekennzeichnet. Die Entwicklung, die zur Renaissance führte, war nicht die Wiederentdeckung antiker Texte, sondern ein Wechsel vom Fokus auf die Logik zur Beschäftigung mit Rhetorik und Sprachen. Das moderne Leben ist für McLuhan durch die Rückkehr der Grammatik als bestimmender Bereich gekennzeichnet. McLuhan sah diese Tendenz durch den New Criticism bestätigt.
In The Mechanical Bride befasste sich McLuhan hauptsächlich damit, verschiedene Beispiele von Manipulationen in der zeitgenössischen Popkultur zu analysieren, was durch den Umstand, dass Dialektik und Rhetorik im klassischen Trivium mit Manipulation verbunden sind, unterstützt wurde. Nach diesem Schwerpunkt befasste sich McLuhan hauptsächlich mit dem Einfluss von Medien, unabhängig von ihrem Inhalt.
McLuhan gründete mit dem Anthropologen Edmund Snow Carpenter die Zeitschrift Explorations. In einem Brief an Ong vom 31. Mai 1953 schrieb McLuhan, dass er eine Unterstützungszahlung über 43.000 $ von der Ford Foundation erhalten hatte, um ein interdisziplinäres Kommunikationsprojekt an der University of Toronto zu betreiben, aus dem die Zeitschrift hervorging.

### The Mechanical Bride (1951)
Das 1951 erstveröffentlichte Werk The Mechanical Bride: Folklore of Industrial Man (dt.:Die mechanische Braut: Volkskultur des industriellen Menschen) ist eine der ersten Untersuchungen der Popkultur. Sein Interesse für die kritische Untersuchung der Popkultur wurde vor allem vom 1933 erschienenen Buch Culture and Environment von F.R. Leavis hervorgerufen. Der Titel Mechanical Bride stammt von einem Werk des Dadaistischen Künstlers Marcel Duchamp. Wie das 1962 erschienene Buch The Gutenberg Galaxy (dt.: Die Gutenberg-Galaxis) ist The Mechanical Bride als eine Serie von Essays verfasst, die in beliebiger Reihenfolge gelesen werden können – eine Arbeitsweise, die McLuhan als mosaikartigen Zugang zum Schreiben eines Buches bezeichnet. Jeder Essay beginnt mit einem Zitat aus einem Zeitungsartikel oder einer Werbung, dem eine Analyse des Textbeispiels folgt. Die Analyse umfasst die Ästhetik und die Hintergründe der Texte und Bilder. McLuhan wählte Werbungen und Artikel – nicht nur, um die Symbole und Implikationen der Firmenidentitäten zu zeigen, sondern auch, um die Aussagen der Werbungen über die Gesellschaft, an die sie gerichtet ist, zu untersuchen.

#### Beispiele für Werbungen und deren Analysen
- Eine Nase für Neuigkeiten und einen Magen für Whiskey: Diesem Sujet des Time Magazine, das einen als aus einer Erzählung Ernest Hemingways stammend charakterisierten Reporter zeigt, stellt McLuhan die Frage gegenüber „Warum ist es seine Aufgabe, an Leberzirrhose zu erkranken?“.[20]
- Freiheit zu hören – Freiheit zu sehen: Ein diesem Motto folgendes Sujet der Radio Corporation of America zeigt eine Familie, die während ihrer Alltagsaufgaben Radio hört. McLuhan ergänzt die Aufforderung: „Kommt her Kinder. Kauft ein Radio und fühlt euch frei – frei zu hören.“[21]
- Für Männer, die sich unterscheiden – Lord Calvert: Das Werbemotiv der Whiskeymarke Lord Calvert zeigt neun Männer, die Whiskey trinken. McLuhan stellt fest, dass das Motiv ausschließlich Künstler zeigt und stellt die Frage: „Warum wählen sie die Künste? Hat sich niemand aus der Wissenschaft oder der Industrie dadurch unterschieden, Whiskey zu trinken?“[22]
- Der berühmte DuBarry Erfolgskurs: Das Sujet einer Schönheitscreme, das Frauen in Badeanzügen zeigt, bezeichnet sich selbst als „Erfolgskurs mit Unterricht“, was McLuhan zur Frage veranlasst: „Warum lachen und dick werden, wenn man Qual und Erfolg in einer Zwangsjacke erleben kann?“[23]

### Die Gutenberg-Galaxis(1962)
Die Gutenberg-Galaxis: Das Ende des Buchzeitalters (The Gutenberg Galaxis: The Making of Typographic Man), verfasst 1961 und zuerst veröffentlicht 1962, ist eine der ersten Studien über die mündliche Kultur (Oralität), Schriftkultur (Literalität), Cultural studies und Medienökologie. Ziel der Untersuchung ist es, zu zeigen, in welcher Weise elektronische Medien die kognitive Organisation und in Folge die soziale Organisation beeinflussen.

„Wenn eine neue Technologie einen oder mehrere unserer Sinne in die soziale Welt ausdehnt, werden sich neue Verhältnisse zwischen allen unseren Sinnen ergeben. Dies ist vergleichbar mit dem Hinzufügen einer neuen Note zu einer Melodie. Wenn sich die Verhältnisse der Sinne in irgendeiner Kultur ändern, wird das, was vorher klar war, trüb werden, und was unklar oder trüb war, wird durchsichtig werden.“

#### Die Letter
Die episodenhafte und streifzugartige Geschichtsschreibung McLuhans führt von den voralphabetischen Stämmen bis zum elektronischen Zeitalter. Laut McLuhan beschleunigte und intensivierte die Erfindung der Letter kulturelle und kognitive Veränderungen, die sich seit der Erfindung und Anwendung des Alphabets, die McLuhan als phonemische Orthographie bezeichnet, abzeichneten. McLuhan unterscheidet präzise zwischen phonetischem Alphabet und logographischen Schriftsystemen, wie Hieroglyphen und Ideogrammen.
Die Schriftkultur, die durch die Erfindung der Gutenbergpresse in der Mitte des 15. Jahrhunderts in die Wege geleitet wurde, brachte die Dominanz der visuellen Kultur über die Hör- und mündliche Kultur mit sich. Sich auf eine Beobachtung über die Natur des gedruckten Wortes in Prints and Visual Communication von William Ivins beziehend,
stellt McLuhan fest:

„In diesem Abschnitt stellt [Ivins] nicht nur die tiefe Verwurzelung von gleichförmigen, regelmäßigen Gewohnheiten fest, sondern zeigt viel wichtiger die visuelle Homogenisierung der Erfahrung der gedruckten Kultur und die Verdrängung des Hörens und anderer sinnlicher Wahrnehmungen. […] Die Technik und die sozialen Effekte der Typographie veranlassen uns dazu, Zwischenspiele nicht zu bemerken, und wie es war, ‚formalen‘ Ursachen, sowohl in unserern Inneren als auch in unseren äußeren Leben fernzuhalten. Der Druck existiert durch die feststehende Trennung der Funktionen und pflegt eine Mentalität, die allen bis auf eine trennende und aufteilende oder spezialisierte Betrachtung widersteht.“

Das Hauptkonzept von McLuhans Argumentation (die später in The Medium is the Massage: An Inventory of Effects (1967)  vervollständigt wurde) ist, dass neue Technologien (wie Schriftsysteme, Druckmaschinen und Sprachen) eine Anziehungskraft auf die Kognition ausüben, die sich umgekehrt auf die soziale Organisation auswirken. Die Drucktechnologie ändert unsere Wahrnehmungsgewohnheiten (visuelle Homogenisierung der Erfahrung), die sich im Wechsel auf soziale Interaktionen auswirkt (pflegt eine Mentalität, die allen bis auf eine […] spezialisierte Betrachtungsweise widersetzt.). Nach McLuhan ermöglichte und verursachte die Erfindung der Drucktechnik viele der prägenden Entwicklungen der Moderne in der westlichen Welt, etwa den Individualismus, die Demokratie, den Protestantismus, den Kapitalismus und den Nationalismus. Für McLuhan reflektieren diese Strömungen die Eigenschaft der Drucktechnologie, Aktionen, Funktionen und Prinzipien der visuellen Quantifizierung zu segmentieren.

#### Das globale Dorf
In den frühen 1960er Jahren schrieb McLuhan, dass die visuelle, individualistische Druckkultur bald durch eine sogenannte elektronische gegenseitige Abhängigkeit  abgelöst werden würde, sobald die elektronischen Medien die visuelle Kultur durch die Hör- und Sprechkultur ablösen würden. In dieser Periode würde die Menschheit vom Individualismus und der Trennung abrücken und eine kollektive Identität auf Stammesbasis annehmen. McLuhan bezeichnete diese Sozialstruktur als globales Dorf. Als Quellen dieses Begriffes werden manchmal America and Cosmic Man (1948) von Wyndham Lewis und Finnegans Wake von James Joyce angegeben, jedoch verwendete keiner der Autoren diesen Begriff. Laut McLuhans Sohn Eric McLuhan diskutierte McLuhan, der sich intensiv mit Finnegans Wake auseinandergesetzt hatte und ein enger Freund von Lewis war, sein Konzept häufig mit diesem, es gibt jedoch kein Anzeichen dafür, dass das Konzept des globalen Dorfes von Lewis stammt. McLuhan verwendete den Begriff nicht wertend, sondern ausschließlich deskriptiv.

„Anstatt zu einer großen Alexandrinischen Bibliothek zu werden, ist die Welt zu einem Computer geworden, einem elektronischen Gehirn, genau wie kindliche Science Fiction. Wie unsere Sinne außer uns getreten sind, kommt der Große Bruder hinein. Wenn wir uns dieser Dynamik nicht bewusst sind verfallen wir plötzlich in eine Phase panischer Ängste, genau wie in einer kleinen Welt mit Stammestrommeln, totaler Abhängigkeit und überlagernder Koexistenz. […] Furcht ist der Normalzustand jeder mündlichen Gesellschaft, da in ihr alles alle zugleich betrifft. […] In unserem langen Bemühen, für die westliche Welt ein bisschen Einheit von Sensibilität und Denken zurückzubekommen, sind wir nicht mehr vorbereitet worden, die Konsequenzen eines Stammes zu akzeptieren, als wir bereit waren, die Fragmentierung der menschlichen Psyche durch die Druckkultur [hinzunehmen].“

Der Schlüssel zu McLuhans Argument ist die Idee, dass Technologie keine Moral in sich trägt, sondern als Teil gesellschaftlicher Subjektivierungsprozesse verstanden werden muss:

„Ist es nicht augenscheinlich, dass es immer genügend moralische Probleme gibt, ohne einen moralischen Standpunkt im Technischen Feld einzunehmen? […] Der Druck ist das äußerste Stadium einer alphabetischen Kultur, die den Menschen in erster Instanz aus dem Stamm heraustreibt oder dekollektiviert. Der Druck hebt die visuellen Merkmale des Alphabets in die höchstmögliche Form einer Definition. Der Druck trägt die individualisierende Kraft des phonetischen Alphabets weiter, als es die Manuskriptkultur jemals tun hätte können. Druck ist die Technologie des Individualismus. Wenn sich die Menschheit dazu entscheiden würde, diese visuelle Technologie durch eine elektronische Komponente zu modifizieren würde auch der Individualismus modifiziert. Dagegen Beschwerde zu erheben wäre, wie eine Kreissäge dafür anzuklagen, Finger abzutrennen. ,Aber‘, sagt jemand, ,wir wussten nicht, dass es passieren würde.‘ Bis jetzt ist nicht einmal Dummheit eine moralische Frage. Sie ist ein Problem, aber kein moralisches; und es wäre nett, einige der moralischen Nebel, die unsere Technologien umgeben, aufzuklären. Es wäre für die Moral gut.“

Die moralische Valenz von Technologieeffekten auf die Kognition ist für McLuhan eine Frage der Perspektive. McLuhan vergleicht die Aufregungen und Bedenken, die die wachsende Verbreitung von Büchern im späten 17. Jahrhundert hervorrief mit der modernen Befürchtung des Ende des Buches. Wenn es keinen universellen moralischen Richtsatz für Technologien gibt kann nach McLuhan „nur ein Desaster aus dem Unbewusstsein über die unseren Technologien eigenen Kausalitäten und Effekte hervorkommen.“
Obwohl das World Wide Web dreißig Jahre nach der Veröffentlichung von Die Gutenberg Galaxis erfunden wurde, prägte und popularisierte McLuhan den Begriff Surfen, um eine schnelle, irreguläre und multidirektionale Bewegung durch Dokumente oder Wissen zu bezeichnen. Ähnlich verselbständigte sich auch der Begriff Gutenberg-Galaxis als eine Welt, die grundlegend vom Buch als Leitmedium geprägt ist, sowie auf dessen Rezeption der von Manuel Castells geschaffene Begriff McLuhan-Galaxis. In diesem Sinne stehen Aussagen wie „Heidegger surft genauso triumphal auf der elektronischen Welle wie Descartes auf der mechanischen Welle.“
McLuhan zitierte häufig das 1958 erschienene Buch Ramus, Method and the Decay of Dialogue von Walter Ong, das ihn offensichtlich zum Schreiben von Die Gutenberg-Galaxis veranlasst hatte. Ong veröffentlichte in der Zeitschrift America eine zustimmende Rezension. Ong schwächte seine Aussagen später ab, indem er Die Gutenberg-Galaxie bezeichnete als eine „schwungvolle Analyse, mittelmäßig in einigen wissenschaftlichen Details, aber unschätzbar wertvoll im Aufzeigen des Schwungs und der Tiefe der kulturellen und psychologischen Veränderungen, die der Übergang vom Analphabetismus zum Druck und dem Weiteren mit sich brachte“. McLuhan sagte über das Buch:

„Ich bin nicht daran interessiert, irgendeine Art von Ruhm daraus zu schöpfen. Ich glaube, es ist ein Buch, das jemand vor einem Jahrhundert hätte schreiben sollen. Ich wünschte, jemand anders hätte es geschrieben. Es wird ein nützlicher Auftakt zur Neuschreibung von Understanding Media sein.“

Die Gutenberg-Galaxis wurde 1962 mit dem höchsten kanadischen Literaturpreis, dem Governor General's Award for Non-Fiction ausgezeichnet. Vorsitzender des Komitees war Northrop Frye, McLuhans Studienkollege an der Universität Toronto und häufiger intellektueller Partner.

### Understanding Media (1964)
McLuhans bekanntestes Werk Understanding Media ist eine prägende Studie der Medientheorie. McLuhan schlug darin unter dem Slogan Das Medium ist die Botschaft vor, dass nicht der durch Medien übertragene Inhalt, sondern das Medium selbst der Gegenstand wissenschaftlicher Untersuchung sein sollte. McLuhan nahm an, dass nicht der übertragene Inhalt eines Mediums, sondern die Charakteristiken eines Mediums sich auf die Gesellschaft, in der das Medium auftritt, auswirken. Seine Argumentation illustrierte McLuhan am Beispiel einer Glühlampe. Eine Glühlampe hat keinen Inhalt in der Art einer Zeitung, sie ist ein Medium, das soziale Effekte bewirkt, da sie es ermöglicht, Räume in der Dunkelheit zu schaffen, die andernfalls verborgen wären. Er beschreibt die Glühlampe als Medium ohne Inhalt. McLuhan konstatiert, dass eine Glühlampe allein durch ihre Anwesenheit eine Umgebung schafft. Er nahm an, dass der Inhalt eines Mediums nur einen geringen Einfluss auf die Gesellschaft habe, dass die Auswirkung auf die Gesellschaft nahezu gleich wäre, wenn ein Fernsehsender Kinderprogramme oder gewalthaltige Sendungen ausstrahlen würde. Er stellte fest, dass alle Medien den Konsumenten in einer charakteristischen Weise in Anspruch nehmen. Ein Abschnitt eines Buches kann nach Belieben wieder gelesen werden, ein Film muss jedoch in seiner ganzen Länge wiederholt werden, damit ein einzelner Abschnitt wieder gesehen werden kann.

#### „Heiße“ und „kalte“ Medien
Im ersten Teil von Understanding Media führt McLuhan die (graduelle) Unterscheidung zwischen „heißen“ („hot“) und kalten („cool“) Medien ein. „Heiße“ Medien, sind solche, bei denen der menschliche Sinn mit hoher Informationsdichte angesprochen wird, während kalte Medien entsprechend solche mit geringerer Informationsdichte sind. In diesem Sinne spricht McLuhan auch von Medien mit hoher Auflösung („high definition“) und solchen mit niedriger Auflösung („low definition“). Eine Fotografie ist etwa ein visuell hoch auflösendes, „heißes“ Medium im Gegensatz etwa zu einem niedrig auflösenden und deshalb „kalten“ Cartoon. Das Telefon ist ein kaltes Medium, eben wegen des geringen auditiven Informationsgehalts; das Radio im Gegensatz dazu wiederum ein heißes Medium. Das Fernsehen – seinerzeit überwiegend noch in Schwarz-Weiß ausgestrahlt mit relativ geringer Bildschirmgröße und Zeilenauflösung – ist ein kaltes Medium im Vergleich zum Kinofilm.
Mit dieser Unterscheidung einher geht ein umgekehrter Grad der Beteiligung („participation“) der jeweiligen Zielgruppe. Wegen der hohen Informationsdichte heißer Medien ist es nicht notwendig Informationslücken auszufüllen oder zu vervollständigen. Das Gegenteil gilt für kalte Medien, die einen höheren Grad der Teilnahme des Publikums verlangen.

„Ein heißes Medium verlangt weniger Beteiligung als ein kaltes, genauso, wie eine Vorlesung weniger Beteiligung als ein Seminar und ein Buch weniger als ein Dialog erfordert.“

Mit Bezug auf diesen Beteiligungsgrad sieht McLuhan in unserer Zeit viele Beispiele dafür, dass heiße Medien exkludieren, aber kalte Medien inkludieren.
Das Konzept wurde oft kritisiert, da es Medien in ein duales System zwänge. Tatsächlich lassen sich heiße und kalte Medien eher auf einer Skala, als in separierten Bereichen einteilen. Kritisiert wird auch, dass zweifelhaft ist, ob die von McLuhan gegebenen Beispiele seinen Abgrenzungskriterien entsprechen und welche „Konsequenzen diese Einteilung letztlich besitzt“.

### The Medium is the Massage: An Inventory of Effects (1967)

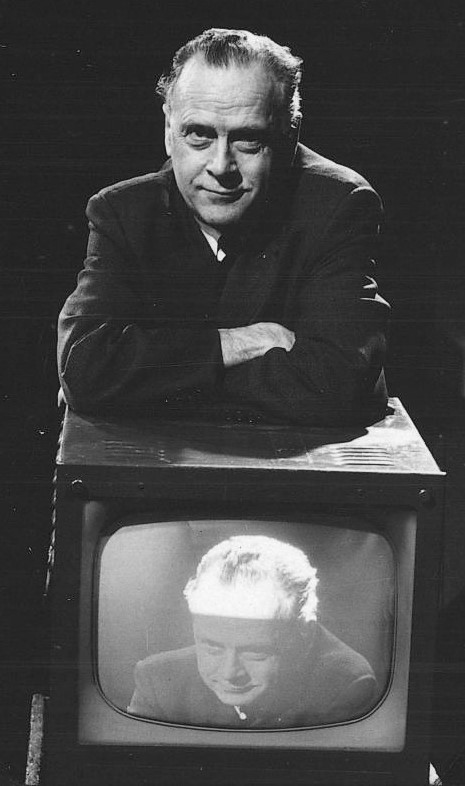
McLuhan (1967)

Das 1967 veröffentlichte Buch The Medium is the Massage: An Inventory of Effects (dt.: Das Medium ist die Massage: Eine Bestandsaufnahme der Auswirkungen) war McLuhans meistverkauftes Werk, von dem annähernd eine Million Exemplare verkauft wurden. Durch Quentin Fiore veranlasst, adaptierte McLuhan nach einem Druckfehler den Begriff Massage, um die Effekte eines Mediums zu beschreiben, welches das menschliche Sensorium massiert. Laut dem McLuhan-Biographen W. Terrence Gordon hatte „McLuhan zu dem Veröffentlichungszeitpunkt 1967 erkannt, dass sein Slogan Das Medium ist die Botschaft ein Klischee geworden war, und nutzte die Gelegenheit, um es auf den Komposthaufen der Sprache zu werfen, um es zu recyceln und wiederzuverwerten. Aber der neue Titel ist mehr als ein Ausdruck von McLuhans unstillbarem Geschmack für Pointen, mehr als eine gute Verschmelzung von Selbstverspottung und Selbstrettung – und der Untertitel lautet Eine Bestandsaufnahme der Auswirkungen, was die im ursprünglichen Slogan komprimierte Lehre unterlegt“. De facto war der Titel ursprünglich die Folge eines Druckfehlers. Als das Buch vom Schriftsetzer zurückkam, lautete der Titel anstelle des ursprünglich beabsichtigten The Medium is the Message (Das Medium ist die Botschaft) nun The Medium is the Massage (Das Medium ist die Massage). Der Schriftsetzer hatte das „e“ mit dem „a“ verwechselt. Als McLuhan die Schreibweise sah, rief er aus: Lasst es so! Es ist großartig und genau richtig.
Fiore, zu dieser Zeit ein bekannter Graphiker und Kommunikationsberater, illustrierte die Effekte, die von Jerome Agel zusammengestellt wurden. Auf den ersten Seiten des Buches platzierte er eine Struktur, in der ein Bild, das die Effekte der Medien zeigt, mit einer Textzusammenfassung auf der gegenüberliegenden Seite gezeigt wird. Der Leser wechselt wiederholt analytische Muster: vom „Lesen“ typographischen Druckes zum „Scannen“ photographischer Vervielfältigungen – womit er McLuhans zentrales Argument bestärkt, dass jedes Medium das menschliche Sensorium unterschiedlich massiert oder beeinflusst.
In Das Medium ist die Massage bereitete McLuhan das im Vorwort von Die Gutenberg-Galaxis erschienene Argument wieder auf, dass Medien Erweiterungen unserer menschlichen Sinne, des Körpers und des Geistes sind.
Im letzten Teil beschreibt McLuhan Kernveränderungen in der Art, in der die Menschheit die Welt wahrnahm und die Veränderungen dieser Wahrnehmungsweisen durch neue Medien.

„Die Technik der Erfindung war eine Entdeckung des 19. Jahrhunderts, aufgebracht durch die Adoption fixierter Blickpunkte und Perspektiven durch die Typographie, während die Technologie des suspendierten Urteils die Entdeckung des 20. Jahrhunderts ist, die durch die orphischen  Fähigkeiten des Radios, Fernsehens und Films erbracht werden.“

Columbia Records produzierte eine Tonaufnahme des Werkes. Die Aufnahme besteht aus einem Pastiche von Aussagen McLuhans, die von anderen Sprechern unterbrochen werden, darunter Sprecher in verschiedenen Sprechlagen, disharmonischen Tönen und zufälliger Musik der 1960er. Das Resultat ist der Versuch, die unverbundenen Bilder einer Fernsehsendung in ein Tonformat zu übersetzen, wodurch ein zusammenhängender Strom bewusster Gedanken verhindert wird. Verschiedene Aufnahmetechniken und Aussagen wurden zur Illustration der Beziehung zwischen Gesprochenem, literarischer Rede und den Charakteristiken der elektronischen Tonmedien verwendet. Der McLuhan-Biograph Philip Marchand bezeichnete die Aufnahme als „das 1967 [mögliche] Äquivalent eines McLuhan-Videos“.
Beispiel:

„Mit einem lebendigen Kunstwerk möchte ich nicht tot gesehen werden.“

„Lass den Unfug und sprich endlich Klartext.“

### War and Peace in the Global Village (1968)
War and Peace in the Global Village (dt.: „Krieg und Frieden im globalen Dorf“) ist eine von James Joyces Roman Finnegans Wake inspirierte Studie über Kriege in der Geschichte und Kriegsführung in der Zukunft.
McLuhan betrachtet Finnegans Wake als ein gigantisches Kryptogramm, das ein zyklisches Muster der gesamten Menschheitsgeschichte in Form von „Zehn Donnern“ darstellt. Jeder „Donner“ ist ein etwa 100 Zeichen langes Portmanteau, das eine Technologie und deren jeweiligen Auswirkungen auf die Gesellschaft beschreibt, in der sie eingeführt wird. Um einen Sinn herauszufinden, muss der Leser die Wortverbindung in einzelne Worte trennen, die verschiedenen Sprachen entstammen können. Anschließend müssen die Worte laut gesprochen werden, um den Effekt jedes Wortes wahrzunehmen. Die Bedeutung der einzelnen Wortverbindungen ist umstritten.
McLuhan nahm an, dass die „Zehn Donner“ in Finnegans Wake einzelne Entwicklungsstufen der Menschheit repräsentieren würden.
- Donner 1: Paläolithikum bis Neolithikum. Sprache, Teilung in Ost und West. Entwicklung von der Herdenhaltung zur Nutzbarmachung von Tieren.
- Donner 2: Kleidung als Waffe. Einzäunung privater Bereiche. Erste soziale Aggression.
- Donner 3: Spezialisierung. Zentralismus durch das Rad, Transport, Städte: ziviles Leben.
- Donner 4: Märkte und Gemüsegärten. Muster der Natur werden der Gier und der Macht unterbreitet.
- Donner 5: Drucken. Verzerrung und Übersetzung menschlicher Muster und Posituren und Priester.
- Donner 6: Industrielle Revolution. Extreme Entwicklung der Drucktechnik und des Individualismus.
- Donner 7: Wieder der Stammesmensch. Alle Charaktere  werden am Ende getrennt. Rückkehr des Chorischen.
- Donner 8: Filme. Pop-Art, Pop-Kulch via Stammesradio. Heirat von Sehen und Hören.
- Donner 9: Autos und Flugzeuge. Zentralisierung und Dezentralisierung zugleich schaffen Städte in Krisen. Geschwindigkeit und Tod.
- Donner 10: Fernsehen. Zurück zur Stammesbeteiligung im Stammesstimmungsmatsch. Der letzte Donner ist turbulent, eine matschige Totenwache, eine Düsternis des nichtvisuellen tastbaren Menschen.

### From Cliche to Archetype (1970)
In dem 1970 erschienenen Buch From Cliche to Archetype befasste sich McLuhan in Zusammenarbeit mit dem kanadischen Dichter Wilfred Watson mit den Auswirkungen des verbalen Klischees und des Archetyps. In dem Werk prägte McLuhan den Begriff globales Theater (Global Theatre).
Nach McLuhans Deutung ist ein Klischee eine normale Handlung, Phrase etc., die so oft verwendet wird, dass der Konsument gegen ihre Effekte „anästhesiert“ wird.
McLuhan demonstriert dies anhand Eugène Ionescos Stück Die kahle Sängerin, dessen Dialoge ausschließlich aus Phrasen bestehen, die Ionesco einem Assimil-Sprachbuch entnahm.

„Ionesco übersetzte all dieses idiomatischen englischen Klischees in literarisches Französisch, was Englisch in seinem absurdest möglichen Aspekt darstellt.“

Nach McLuhans Definition ist ein Archetyp eine „zitierte Erweiterung, ein Medium, eine Technologie oder Umwelt“. Umwelt beschreibt in diesem Zusammenhang auch die Arten des Bewusstseins und kognitive Änderungen, die sie auf Personen ausübt, ähnlich der von Carl Gustav Jung beschriebenen psychologischen Mechanismen.
McLuhan nahm an, dass ein als Doppelung bezeichnetes Zwischenspiel zwischen Klischee und Archetyp existiert.

„Ein anderes Thema in Finnegans Wake, dass beim Verstehen des paradoxen Wandels vom Klischee zum Archetyp hilft, ist ‚Vergangene Zeit ist Zeitvertreib.‘. Die dominanten Technologien eines Zeitalters werden die Spiele und Zeitvertreibe eines späteren Zeitalters. Im 20. Jahrhundert ist die Zahl gleichzeitig verfügbarer "vergangener Zeiten" so groß, dass sie eine kulturelle Anarchie hervorrufen kann. Wenn alle Kulturen der Welt gleichzeitig verfügbar sind, nimmt das Werk des Künstlers beim Entstehen der Form einen neuen Umfang und eine neue Dringlichkeit an. Viele Menschen werden in die Künstlerrolle gedrängt. Der Künstler kann nicht auf die Prinzipien von Doppelung und zwischenspiel verzichten, da diese Art von hendiadyschem  Dialog für die Struktur von Bewusstsein und Autonomie essentiell ist.“

McLuhan setzt den Wandlungsprozess vom Klischee zum Archetyp mit dem Theater des Absurden in Beziehung

„Im 17. Jahrhundert sagte uns Pascal, dass das Herz viele Gründe hat, von denen der Kopf nichts weiß. Das Theater des Absurden ist prinzipiell eine Kommunikation mit dem Kopf in einer der stillen Sprachen des Herzen, die es in zwei- oder dreihundert Jahren zu vergessen versucht hat. Im 17. Jahrhundert wurden die Sprachen des Herzens vom dominanten Vorurteil des Drucks ins Unbewusste verdrängt.“

Die Sprachen des Herzen, die McLuhan als Orale Kultur definieren würde, sind diejenigen, die durch Mittel der Druckerpresse zum Archetyp und in ein Klischee verwandelt wurden.
Das Medium des Satelliten umschließt McLuhan zufolge die Erde durch eine menschengeschaffene Umwelt, „die die ,Natur‘ beendet und den Globus in ein Repertoiretheater verwandelt, dass programmiert werden muss“. Alle vorherigen Umwelten und ihre Artefakte werden unter diesen Bedingungen obsolet („Vergangenheiten sind Zeitvertreibe“). McLuhan modifiziert unter Bezugnahme auf diese Annahme den Begriff globales Dorf, da es nach seiner Definition unter den im Begriff des Globalen Theaters zusammengefassten Bedingungen beschrieben werden kann.

## Schlüsselkonzepte

### Tetrade der Medieneffekte
In dem von seinem Sohn Eric 1988 posthum veröffentlichten Werk Laws of Media fasste McLuhan seine Thesen über Medien und ihre Effekte zusammen und verwendete zu ihrer Darstellung eine Tetrade. Diese Anordnung ermöglicht es, die Effekte von Technologien (damit auch Medien) auf eine Gesellschaft darzustellen, indem ihre Effekte in vier Kategorien aufgespalten und gleichzeitig dargestellt werden. McLuhan entwarf diese Form als pädagogisches Werkzeug, das seine Thesen als Frage, wie mit einem Medium umzugehen sei, formuliert:
- Was verbessert das Medium?
- Was macht das Medium obsolet?
- Was macht das Medium wieder aktuell, das früher obsolet gemacht worden war?
- Was löst das Medium aus, wenn es bis zu seinen Extremen überzogen wird?

Die Gesetze der Tetrade sind gleichzeitig in Kraft, nicht sukzessive oder in chronologischer Ordnung und ermöglichen es dem Fragesteller, die Grammatik und Syntax der Sprache der Medien zu erkunden. Ausgehend von den Thesen seines Mentors Harold Innis nimmt McLuhan an, dass sich ein Medium „überhitzt“ oder eine entgegengesetzte Form annimmt, wenn es bis zu seinen Extremen überzogen wird.

Tetrade nach McLuhan

Nebenstehend eine Illustration der Tetrade als Gruppe von fünf quadratischen Flächen, die ein X bilden. Im Zentrum steht der Name des Mediums. Die Flächen der linken Seite beschreiben die Erhöhungs- und Rückgängigmachungsqualitäten eines Mediums, beides Qualitäten der Figur. Die der rechten Seite sind die Qualitäten Veraltend und Umkehrend, beides Qualitäten des Hintergrundes.
Am Beispiel des Radios ergibt sich folgende Auslegung:
- Verstärkend (Figur) Was das Medium verstärkt oder intensiviert. Radio verstärkt Sprache und Musik.
- Veraltend (Hintergrund) Was das Medium verdrängt. Radio reduziert die Bedeutung von Druck und visuellen Gütern.
- Rückgängigmachend (Figur) Was das Medium zurückholt, das zuvor verworfen wurde Radio stellt das gesprochene Wort wieder in den Vordergrund.
- Umkehrend (Hintergrund) Was das Medium bewirkt, wenn es bis zu seinen Extremen ausgereizt wird. Das akustische Radio geht in audiovisuelles Fernsehen über.

### Figur und Hintergrund
McLuhan übernahm die gestaltpsychologische Theorie von Figur und Hintergrund, die die These des Slogans Das Medium ist die Botschaft unterlegt. Er verwendete dieses Konzept, um zu erklären, wie eine Kommunikationstechnologie, das Medium oder die Figur durch ihren Kontext den Hintergrund operiert.
McLuhan glaubte, dass es nötig sei, Figur (Medium) und Hintergrund (Kontext) zusammen zu untersuchen, um sie zu kontrollieren, da keines ohne das andere möglich sei. McLuhan ging davon aus, dass Medien in ihrem historischen Kontext untersucht werden müssten, insbesondere in Bezug auf die Technologien, die ihnen vorausgingen. Die gegenwärtige Umwelt, die durch die Effekte vorangegangener Technologien entstanden ist, ermöglicht neue Technologien, die die Gesellschaft und die Individuen weiter verändern.
In alle Technologien sind ihnen eigene Vorstellungen von Raum und Zeit eingebettet. Die Botschaft, die das Medium überträgt, kann nur verstanden werden, wenn das Medium und die Umgebung, in der es verwendet wird – und die es zugleich schafft – zusammen analysiert werden. McLuhan glaubte, dass die Untersuchung des Figur-Hintergrund-Verhältnisses einen kritischen Blick auf Kultur und Gesellschaft offenbaren würde.

## Vermächtnis
Nach der Veröffentlichung von Understanding Media wurde McLuhan ein hoher Grad an Bekanntheit zuteil. Seine hohe Publizität wurde vor allem durch die Tätigkeit der kalifornischen Werbeexperten Gerald Feigen und Howard Gossage gefördert, die die Praktik des Genius Scouting gründeten. Im Mai 1965 arrangierten Feigen und Gossage im New Yorker Lombardy Hotel ein Treffen zwischen McLuhan und Herausgebern zahlreicher New Yorker Magazine. Laut Philip Marchand wurde McLuhan in Folge dieses Treffens die Benutzung eines Büros sowohl in der Redaktion des Time Magazine als auch der Redaktion von Newsweek angeboten. Im August 1965 hielten Feigen und Gossage ein so genanntes „McLuhan Festival“ in den Räumen von Gossens Werbeagentur in San Francisco ab. Während dieses Festivals traf McLuhan mit zahlreichen Werbefachleuten, Mitgliedern der Stadtverwaltung, Redakteuren des San Francisco Chronicle und des Ramparts Magazins zusammen. Laut Feigen und Gossage hatte ihre Tätigkeit nur eine geringe Auswirkung auf McLuhans Bekanntheit, sie gaben an, dass ihr Werk die Rezeption McLuhans wahrscheinlich um sechs Monate beschleunigt habe.
Wesentlich gefördert wurde McLuhans Bekanntheit durch einen von Tom Wolfe verfassten Text, der unter dem Titel What If He Is Right? (dt: Was ist, wenn er recht hat?) im New York Magazine und in Wolfes Zeitschrift The Pump House Gang veröffentlicht wurde. Seine anerkannte Position als Experte in der Mediendiskussion führten zu einer erhöhten Medienpräsenz. Berichte über McLuhan erschienen unter anderem in Life Magazine, Harper’s, Fortune und Esquire. Das Magazin The New Yorker veröffentlichte Cartoons über McLuhan. 1969 veröffentlichte der Playboy ein vielseitiges Interview mit McLuhan.
Während seiner Lebenszeit beeinflusste McLuhan Kulturkritiker, Geisteswissenschafter und vor allem Medientheoretiker wie Neil Postman, Jean Baudrillard, Camille Paglia, Timothy Leary, Terence McKenna, William Irwin Thompson, Paul Levinson, Douglas Rushkoff, Jaron Lanier und John David Ebert, auch Politiker wie Pierre Trudeau und Jerry Brown. Andy Warhol bezog sich mit seinem Postulat der 15 Minuten Ruhm auf McLuhan. Als McLuhan in den 1970er Jahren nach einem Weg zur Beendigung der Gewalt in Angola gefragt wurde, schlug er die massive Verteilung von Fernsehgeräten vor. 1991 wurde McLuhan zum Patron des Wired Magazine ernannt. Ein Zitat McLuhans wurde in den ersten 10 Jahren seiner Veröffentlichung im Impressum gedruckt.

## Rezeption
Der amerikanische Komponist und Pianist Duke Ellington nahm 1971 ein Album mit dem Titel The Afro-Eurasian Eclipse und dem Untertitel A Suite in Eight Parts auf. Wie Ellington in seiner Einleitung erklärt, geht der Albumtitel auf eine Anmerkung Marshall McLuhans zurück und bezieht sich auf dessen Aussage: „Well, the simple fact of the matter is the whole world is an East/West happening, and while the Western world is going Oriental, the Oriental world is going Western.“
Posthume Rezeption
2011 würdigten zahlreiche Medien seinen 100. Geburtstag, unter anderem Die Zeit, die Rheinische Post, Der Standard (Wien), DRadio, der Bayerische Rundfunk und Telepolis.
Die kanadische Botschaft in Berlin führt ein öffentlich zugängliches McLuhan-Archiv aus Film- und Audio-Dokumenten.
Am 8. Juni 2007 ehrte die kanadische Regierung McLuhan für sein Werk und Wirken und erklärte ihn zu einer „Person von nationaler historischer Bedeutung“.
Das umfangreiche McLuhan-Archiv der Kanadischen Nationalbibliothek und der Universitätsbibliothek in Toronto wurde 2017 zum Weltdokumentenerbe erklärt.

## Zitierte Werke

### Von Marshall McLuhan
- 1951 The Mechanical Bride: Folklore of Industrial Man; 1st Ed.: The Vanguard Press, NY; reissued by Gingko Press, 2002, ISBN 1-58423-050-9.
  - deutsch: Die mechanische Braut: Volkskultur des industriellen Menschen. Verlag der Kunst, Amsterdam 1996, ISBN 90-5705-021-8.
- 1962 The Gutenberg Galaxy: The Making of Typographic Man; 1st Ed.: Univ. of Toronto Press; reissued by Routledge & Kegan Paul, ISBN 0-7100-1818-5.
  - deutsch: Die Gutenberg Galaxis: Das Ende des Buchzeitalters. Econ, Düsseldorf 1968.
- 1964 Understanding Media: The Extensions of Man; 1st Ed. McGraw Hill, NY; reissued MIT Press, 1994, with introduction by Lewis H. Lapham; reissued by Gingko Press, 2003, ISBN 1-58423-073-8.
  - deutsch: Die magischen Kanäle – Understanding Media Verlag der Kunst, Dresden/Basel 1994, ISBN 3-364-00308-4.
- 1967 The Medium is the Massage: An Inventory of Effects with Quentin Fiore, produced by Jerome Agel; 1st Ed.: Random House; reissued by Gingko Press, 2001, ISBN 1-58423-070-3.
  - deutsch: Das Medium ist die Massage: ein Inventar medialer Effekte. Tropen bei Klett-Cotta, 2011, ISBN 978-3-608-50311-1.
- 1968 War and Peace in the Global Village design/layout by Quentin Fiore, produced by Jerome Agel; 1st Ed.: Bantam, NY; reissued by Gingko Press, 2001, ISBN 1-58423-074-6.
  - deutsch: Krieg und Frieden im Globalen Dorf, Herausgeber Karlheinz Barck und Martin Treml, übersetzt von Joachim Schulte, überarbeitete  Ausgabe 2011, Kulturverlag Kadmos, Berlin, ISBN 978-3-86599-137-9.
- 1970 From Cliché to Archetype with Wilfred Watson; Viking, NY, ISBN 0-670-33093-0.

### Über Marshall McLuhan
- Douglas Coupland: Marshall McLuhan: You Know Nothing of My Work! Atlas & Co., New York 2010, ISBN 978-1-935633-16-7.
- Douglas Coupland: Marshall McLuhan : eine Biographie. Tropen-Verlag, Stuttgart 2011, ISBN 978-3-608-50306-7.
- W. Terrence Gorden: Marshall McLuhan: Escape into Understanding: A Biography. Basic Books, 1997, ISBN 0-465-00549-7.
- Philip Marchand: Marshall McLuhan: The Medium and the Messenger. Random House, 1989; Vintage, 1990; The MIT Press; Revised edition, 1998, ISBN 0-262-63186-5
- MatieMolinaro, Corinne McLuhan, William Toye (Hrsg.): Letters of Marshall McLuhan. Toronto: Oxford University Press, 1987, ISBN 0-19-540594-3.

### Englischsprachige Weblinks
- The Official Site of Marshall McLuhan
- McLuhan Reconsidered Englischsprachige Einführung in McLuhans Theorien von Jim Andrews
- UbuWeb: Sound Audiobeiträge zu McLuhan
- Topic: Marshall McLuhan Beiträge zu McLuhan in den CBC Digital Archives
- Marshall McLuhan: "The Medium is the Message" Einführender Artikel von Todd Kappelmann
- MediaTropes Vol. 1 (2008). Marshall McLuhan's "Medium is the Message": Information Literacy in a Multimedia Age Sonderausgabe herausgegeben von Twyla Gibson.
- Marshall McLuhan. The medium is the massage: an inventory of effects Visualisierung des Audioalbums The Medium is the Massage (1968) durch die Kombination von McLuhans Texten und Soundeffekten mit zeitgenössischen Medien.

### Deutschsprachige Weblinks
- Literatur von und über Marshall McLuhan im Katalog der Deutschen Nationalbibliothek
- Werke von und über Marshall McLuhan in der Deutschen Digitalen Bibliothek
- Publikation zu Marshall McLuhan aus dem Bereich Kultur- und Medienwissenschaft im Fachrepositorium media/rep/
- Marshall McLuhan – ein projekt von isabell morisse und uwe lehmann (Memento vom 18. Mai 2011 im Internet Archive)
- 100 Jahre Marshall McLuhan. Trommeln im Global Village Beitrag von Peter Münder auf culturmag.de aus dem Jahr 2011
- Marshall McLuhan (1911-1980): Medienorakel im "global village" Artikel von Oliver Zöllner aus dem Jahr 2011 mit umfangreichen Quellen- und Literaturangaben
- Gutenberg Galaxis oder posthistorische Menschen im elektrischen Zeitalter? Über die Thesen Herbert Marshall McLuhans  Beitrag von Matthias Agethen aus dem Jahr 2011 in Texturen. Zeitschrift für den Literaturbetrieb.
- Medien-Visionär McLuhan: Die Erschaffung des Touchscreen-Menschen SPIEGEL-Artikel von Frank Kornberger aus dem Jahr 2011